# Mariola Dutkiewicz
Mariola Dutkiewicz – polska biolog i biochemik, pracownik naukowy Instytutu Chemii Bioorganicznej PAN. Specjalizuje się w biologii molekularnej, wirusologii molekularnej i biochemii. Kierowniczka Środowiskowego Studium Doktoranckiego ICHB PAN oraz Poznańskiej Szkoły Doktorskiej Instytutów Polskiej Akademii Nauk.

## Życiorys
W 2005 r. obroniła rozprawę doktorską pt. Badanie struktury fragmentów niekodujących RNA wirusa zapalenia wątroby typu C, wykonaną pod kierunkiem prof. Jerzego Ciesiołki w Instytut Chemii Bioorganicznej PAN. Stopień doktora habilitowanego nauk biologicznych uzyskała w 2018 r. na Wydziale Biologii UAM na podstawie pracy pt. Badanie właściwości strukturalnych wirusowego RNA oraz opracowanie strategii jego ukierunkowanej degradacji przy pomocy narzędzi oligonukleotydowych.